# تامر صوبر
تامر صوبر (19 فبراير 1994 بعمان في الأردن - ) هو لاعب كرة قدم أردني في مركز الهجوم. شارك مع منتخب الأردن تحت 17 سنة لكرة القدم. أما مع النوادي، فقد لعب مع النادي الأهلي ونادي شباب الأردن. 